# San Lorenzo (contea di Rio Arriba)
San Lorenzo è una comunità non incorporata degli Stati Uniti d'America della contea di Rio Arriba nello Stato del Nuovo Messico. San Lorenzo si trova 13 miglia (21 km) ad ovest-nord-ovest di Española.